# Varkala
Varkala (Malayalam: വർക്കല Varkkala [ˈʋarkːəla]) ist eine Stadt im südwestindischen Bundesstaat Kerala. Sie liegt an der Malabarküste am Arabischen Meer 54 Kilometer nordwestlich von Thiruvananthapuram, der Hauptstadt Keralas, und 20 Kilometer südöstlich von Kollam und gehört zum Distrikt Thiruvananthapuram. Im Jahr 2011 hatte Varkala 40.000 Einwohner.
Wegen des Gott Vishnu geweihten, aus dem 13. Jahrhundert stammenden Janardana-Swami-Tempels ist Varkala ein bedeutender hinduistischer Pilgerort. Zugleich hat sich Varkala dank seines unterhalb der steilen Klippen gelegenen Sandstrandes zu einem populären Ziel für westliche Urlauber entwickelt, nachdem er von Rucksacktouristen als Alternative zum nahen Kovalam entdeckt wurde. Der Tourismus hat in Varkala noch nicht dieselben Ausmaße entwickelt wie im populären Strandort Kovalam, entwickelt sich aber durch den Bau von neuen Hotels stetig fort.